# Clusia pachyphylla
Clusia pachyphylla är en tvåhjärtbladig växtart som beskrevs av Henry Allan Gleason. Clusia pachyphylla ingår i släktet Clusia och familjen Clusiaceae. Inga underarter finns listade i Catalogue of Life.